# Vanja Brodnik
Vanja Brodnik est une skieuse alpine slovène, née le 13 mars 1989 à Trebnje. Sa discipline de prédilection est le combiné.

## Biographie
Membre du club SK Olimpija, elle prend part à ses premières compétitions internationales de la FIS en 2004-2005. Pour ses premiers championnats du monde junior en 2006 au Québec, elle se classe notamment septième du super G. 
En Coupe d'Europe, elle a notamment remporté deux slaloms géants en novembre 2007.
Elle fait ses débuts dans la Coupe du monde en octobre 2007. Elle y marque ses premiers points en décembre 2008 au super combiné de Saint-Moritz (22e) et s'aventure d'abord essentiellement dans les disciplines techniques, mais sans réussir dans ce domaine. Brodnik commence à effectuer la transition vers les disciplines de vitesse (descente et super G) pour revenir dans les points en Coupe du monde, terminant notamment 18e en super combiné à Méribel. Toujours en France, la Slovène marque enfin des points dans une épreuve de vitesse à Val d'Isère (29e du super G) en décembre 2014.
Elle obtient son meilleur résultat et premier top 10 en décembre 2015 en terminant 10e du super combiné de Val d'Isère.
Aux Championnats du monde, Brodnik compte trois participations en 2009, 2013 et 2015. Son meilleur résultat est une 12e place au super combiné en Championnats du monde 2015.
Elle prend sa retraite sportive en 2017. Génée par des maux de dos et d'autres blessures durant toute sa carrière, elle commence alors à étudier la kinésithérapie dont elle était intéressée notamment du fait de ses problèmes.

## Palmarès

### Championnats du monde
| Édition / Épreuve          | Descente | Super G | Slalom  | Combiné |
| -------------------------- | -------- | ------- | ------- | ------- |
| Mondiaux 2009 Val d'Isère  |          | 27e     | Abandon |         |
| Mondiaux 2013 Schladming   | 25e      |         |         | 20e     |
| Mondiaux 2015 Beaver Creek | 30e      | 27e     |         | 12e     |

### Coupe du monde
- Meilleur classement général : 75e en 2016.
- Meilleur résultat : 10e.

#### Classements
| Saison | Général | Slalom | Slalom géant | Super G | Descente | Combiné |
| ------ | ------- | ------ | ------------ | ------- | -------- | ------- |
| 2009   | 110e    | —      | —            | 50e     | —        | 39e     |
| 2013   | 97e     | —      | —            | —       | —        | 27e     |
| 2015   | 96e     | —      | —            | 57e     | —        | 16e     |
| 2016   | 75e     | —      | —            | —       | 40e      | 15e     |

### Coupe d'Europe
- 7e du classement général en 2008.
- 4e du classement de la descente en 2013.
- 3 victoires (2 en slalom géant et 1 en descente).

### Coupe nord-américaine
- 1 podium.